# Zračna luka Zadar
Zračna luka Zadar (IATA identifikacijski kod ZAD) jedna je od devet zračnih luka u Hrvatskoj.
Utemeljena je 1968. godine u blizini naselja Zemunik Donji i udaljena je 7 km istočno od Zadra. Nalazi se na nadmorskoj visini od 88 m.
Najveći je zrakoplovni centar u Hrvatskoj. Radi svoje dvije uzletno-sletne staze (u okomitim odnosima) u mogućnosti je prihvaćati zrakoplove bez obzira na vremenske uvjete. Specijaliziran za prihvat i održavanje vatrogasnih zrakoplova (Canadaira i Air traktora) kojima je ujedno i matična luka. Ujedno je i baza Hrvatskoga ratnoga zrakoplovstva ovlaštena za izobrazbu i trening profesionalnih pilota. Opremljena je sljedećom opremom: Mi-8, Mi-17, OH-58D, AT-802, CL-415, PC-9, Zlin 242, Bell-206B-3. U sklopu Zračne luke Zadar djeluje i Lufthansina škola letenja InterCockpit.
Tijekom srpske agresije na Hrvatsku zračna luka je u potpunosti devastirana. Obnovljena Zračna luka Zadar u vlasništvu je Republike Hrvatske s udjelom 55%, Zadarske županije s 20%, grada Zadra s 20%, te općine Zemunik Donji s 5%. Zračna luka Zadar je važan čimbenik u povezivanju sjeverne Dalmacije i Like s ostalim dijelovima Hrvatske i svijeta, te važan čimbenik za Hrvatsko ratno zrakoplovstvo.
Zbog uspostave novih zračnih linija početkom 2007. godine dodatno je proširena zgrada putničkog terminala, čime je Zračna luka Zadar osposobljena za prihvat daleko većeg broja putnika. Od 2008. godine posjeduje i VIP terminal, te je time postala omiljena zračna luka bogatim gostima koji anonimno privatnim zrakoplovima posjećuju Hrvatsku.

## Zračne linije i odredišta
Awex: Belgrade, Vienna
Croatia Airlines: Frankfurt, Pula, Zagreb, Zürich
Eurowings: Berlin (TXL),  Düsseldorf, Hamburg, Köln, Stuttgart, 
LOT: Warsaw
Lufthansa: Munich
Luxair: Luxembourg
Ryanair:  Baden-Baden, Berlin (SXF), Brussels-Charleroi, Dublin, Düsseldorf (Weeze), Frankfurt-Hahn, Gothenburg, London-Stansted, Manchester, Marseille, Oslo-Rygge, Paris, Stockholm-Skavsta, 
Skywork: Bern
TUIfly:  Hannover
Transavia:  Paris-Orly
Vueling:  Barcelona, Rim
W.E. Travel : Oulu, Vaasa, Kokkola, Kuopio, Jyväskylä, Lappeenranta, Turku

## Statistika prometa
Pogledajte izvor upita Wikidata i izvori.
| Godina | Putnika   | Teret   |
| ------ | --------- | ------- |
| 1976.  | 146.000   | –       |
| 2001.  | 39.244    | –       |
| 2002.  | 49.949    | 7.379   |
| 2003.  | 69.876    | 11.698  |
| 2004.  | 65.853    | 58.889  |
| 2005.  | 86.857    | 257.658 |
| 2006.  | 65.423    | 23.614  |
| 2007.  | 119.449   | 13.652  |
| 2008.  | 157.978   | 3.963   |
| 2009.  | 215.868   | 337.919 |
| 2010.  | 272.675   | 15.975  |
| 2011.  | 284.980   | 19.457  |
| 2012.  | 371.256   | 10.516  |
| 2013.  | 472.572   | 17.267  |
| 2014.  | 496.697   | 7.275   |
| 2015.  | 487.652   | 12.791  |
| 2016.  | 520.226   | 26.450  |
| 2017.  | 589.468   | 5.925   |
| 2018.  | 604.039   | 19.953  |
| 2019.  | 801.347   | 2.517   |
| 2020.  | 120.747   | 50      |
| 2021.  | 513.093   | 274     |
| 2022.  | 1.102.381 | 1045    |
| 2023.  | 1.230.835 | 80      |

## Planovi za proširenje
U 2012. godini započinje se s proširenjem uzletno-sletnih staza i povećanjem putničke zgrade. No, radi financijskih razloga, godinama se taj projekt nije izveo, a tek pojačanom potrebom za vojnim korištenjem zračne luke odlučilo se realizirati produljenje piste za 700 metara. U listopadu 2023. godine apliciranjem za sufinanciranje iz EU fondova započeo je proces koji bi trebao koštati 73,7 milijuna eura, te biti dovršen do 2025. godine.

## Poveznice
- 93. zrakoplovna baza Zadar

## Vanjske poveznice
|  | Zajednički poslužitelj ima još gradiva o temi Zračna luka Zadar |

- Zračna luka Zadar